# チャコちゃん社長
『チャコちゃん社長』（チャコちゃんしゃちょう）は、1964年7月17日から同年10月2日までTBS系列の毎週金曜21:00 - 21:30（JST）に放送されたテレビドラマである。全12回。東洋レーヨン（現：東レ）の一社提供（シリーズ唯一）。

## 概要
『チャコちゃんシリーズ』の第2作。前作『パパの育児手帳』で好評を得た四方晴美が主演となり、タイトルに初めて『チャコちゃん』が付いた。そして終了して3ヶ月後の1965年2月4日開始の『チャコちゃんハーイ!』より、木曜19:30枠に移動する事となる。
なお放送回数が全12回であるが『チャコちゃんシリーズ』や後身の『ケンちゃんシリーズ』の中でも一番少ない。

## 出演者
- チャコちゃん：四方晴美
- お父さん：多々良純
- お母さん：伊東ゆかり
- 佐伯徹
- 伊達正三郎
- 山崎左度子
- 黒岩三代子
- 十朱久雄
- 浅見比呂志

ほか

## スタッフ
- 制作：TBS、国際放映

## サブタイトル
1. 1964年7月17日 「はじめまして、チャコちゃん社長」
2. 1964年7月24日 「社長さんのプレゼント」
3. 1964年7月31日 「やんちゃ戦略」
4. 1964年8月7日 「青い鳥はどこだ」
5. 1964年8月14日 「ウエディング・ベルは高鳴る」
6. 1964年8月21日 「わんぱく勤務評定」
7. 1964年8月28日 「ひそかな計画」
8. 1964年9月4日 「パイナップル作戦」
9. 1964年9月11日 「リモコン社員」
10. 1964年9月18日 「おきんさん」
11. 1964年9月25日 「チャコの冒険旅行」
12. 1964年10月2日 「誘かい魔をやっつけろ」

## 参考資料
- テレビドラマデータベース